# Grupo Unide

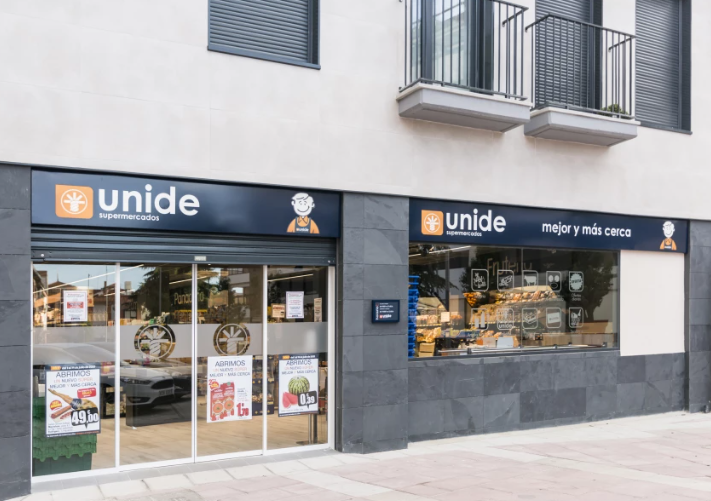
Supermercado Unide en Torrejón de Ardoz, Madrid

Grupo Unide (acrónimo de Unión Detallistas Españoles) es una empresa cooperativa de distribución, cuya sede central se encuentra en Madrid (España). El grupo fue fundado en 1931 como Ducpra, y en 1993 adoptó su nombre actual tras absorber otras siete cooperativas españolas. Sus principales establecimientos son los supermercados Unide Market, Unide Supermercados, Unide Alimentación, Udaco, Gama y Maxcoop.

## Historia
Grupo UNIDE es una empresa cooperativa española de distribución con sede en Madrid. Se fundó en Madrid capital con poco más de 200 socios en 1931, bajo el nombre de DUCPRA. En 1964, bajo la iniciativa de Gregorio Sánchez Herráez, se transforma en GRUMA (Grupos Madrileños de Abastecimiento), expandiéndose por toda la provincia inicialmente y a continuación por las provincias limítrofes. En 1992 adopta el nombre de UNIDE (Unión de Detallistas Españoles, S. Coop., UNIDE) y se produce la fusión por absorción de otras 5 cooperativas (Salamanca, Cáceres, Alicante, Las Palmas y Tenerife), un poco más tarde se uniría la cooperativa de Logroño. Hoy la cooperativa está formada por más de 1200 socios, sitos en 13 comunidades autónomas, que tienen más de 1700 tiendas, de las cuales:
- Unide Market | 64
- Unide Supermercados | 165
- Unide Alimentación | 24
- Udaco Alimentación | 329

a los que sirve desde sus 7 plataformas, dando trabajo directo a 519 personas y a más de 10 000 en las tiendas de sus socios. Gran parte de sus socios operan bajo las enseñas de la cooperativa: Supermercados UNIDE Market, UDACO, GAMA, MAXCOOP y Supermercados UNIDE. Así mismo la cooperativa cuenta con 12 Cash and Carry para profesionales. 
La cooperativa es propiedad de sus socios y cada uno de ellos cuenta con un voto en la asamblea. Ha desarrollado diversas sociedades de diferente realidad jurídica que prestan servicio a sus socios en diversos ámbitos: Coidec, Servicios y Asesoramientos G-3, Tríppode, Aprode y Fundación Gregorio Sánchez.
Cronología de UNIDE:
- 1931: Comienza su historia con la fundación de la cooperativa DUCPRA en Madrid con algo más de 200 socios
- 1964: Se transforma en GRUMA (Grupos Madrileños de Abastecimiento), expandiéndose por la provincia de Madrid y limítrofes
- 1993: Se fusiona con otras 7 cooperativas y cambia su nombre por el actual: UNIDE (Unión de Detallistas Españoles, S. Coop.)
- 1994: Nace la marca propia UNIDE.
- 1997: Firma una alianza con el Grupo Eroski.
- 1999: Crea un software de gestión propio para sus socios.
- 2000: Pone en marcha el proyecto “compromiso” con el objetivo de redifinir las relaciones socio-cooperativa y establecer un modelo de supermercado moderno y cercano al consumidor.
- 2001: Se crea un programa que desarrolla el concepto de marca propia creado en 1994 y alcanza más de 1000 referencias hoy en día.
- 2002: Comienza la renovación de todas sus plataformas logísticas, proceso que concluye en 2010.
- 2010: Se cambia el software de gestión propio por el actual: UNIDEges.
- 2012: Se incrementa la expansión, alcanzando presencia en 13 comunidades autónomas.
- 2013: Pone en marcha dos nuevas enseñas: Supermercados Unide y Unide Market.
- 2016: Traslada su sede a Mercamadrid.
- 2021: Lanzamiento plan estratégico 2021-2025 con el foco en los socios que están en las enseñas Udaco y Unide.
- 2022: Lanzamiento  plataforma de venta online unidesupermercados.es
- 2023: Lanzamiento nueva imagen de marca con un diseño más moderno y cercano. Nace también una nueva enseña de proximidad Unide Alimentación.
- 2023 y 2024: Apertura de las dos tiendas mas grandes de España en superficie de Unide Market: Una en Río Rosas en Madrid y otra en Gran Vía (Calle Buenos Aires) en Alicante, ambas superiores a 1200m2 de sala de ventas con parking y todos los servicios actuales disponibles.

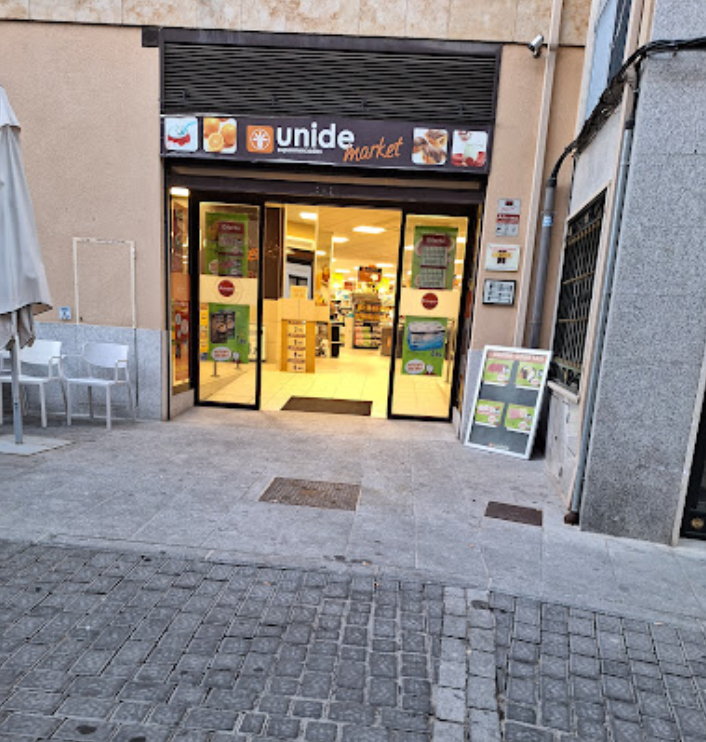
Supermercado Unide Market en Alba de Tormes, Salamanca

## Marcas y empresas
El grupo cuenta con varias marcas para sus salas de ventas según sea el tamaño de las mismas:
- UNIDE MARKET
- UNIDE Supermercados
- UNIDE Alimentación
- Udaco
- Gama
- Maxcoop
- Cash UNIDE

UNIDE cuenta con 7 plataformas logísticas con un total de 73.564 m² construidos para productos de alimentación y droguería y 91.000 m³ para producto fresco:
•	Plataforma central de fresco en Valdemoro (Madrid)
•	Plataforma central de Fresco y Refrigerado en MercaMadrid (Madrid)
•	Plataforma en Logroño
•	Plataforma en Salamanca
•	Plataforma en Cáceres
•	Plataforma en Monforte del Cid (Alicante)
•	Plataforma en Telde (Las Palmas)
•	Plataforma en Güimar (Tenerife)
Igualmente dispone de 13 Cash and Carry con 23.766 m² en: Logroño, Burgos, Salamanca, Béjar (Salamanca), Ávila, Segovia, Cáceres, Alicante, Orihuela (Alicante), Arrecife (Lanzarote), Las Palmas, Antigua (Fuerteventura), Madrid.
El grupo cuenta con varias empresas de apoyo a los establecimientos de los socios.
- Servicios y Asesoramiento G-3: Empresa que fomenta el desarrollo de sus socios y presta servicios en PRL y APPCC
- Trípode: Correduría de seguros
- APRODE: Asociación Profesional de Detallistas cuya finalidad es la modernización de los establecimientos de los socios
- Fundación Gregorio Sánchez: Promociona los valores del sector de la distribución
- También están relacionadas con el grupo dos organizaciones.